# Lemons (singolo)
Lemons è un singolo della cantante statunitense Ashley Tisdale, pubblicato il 29 maggio 2020 su etichetta discografica Big Noise Records.
Il brano si vocifera che sia una unreleased dell’album Symptoms.